# 迪布鲁格尔县

迪布鲁格尔县在阿薩姆邦的位置

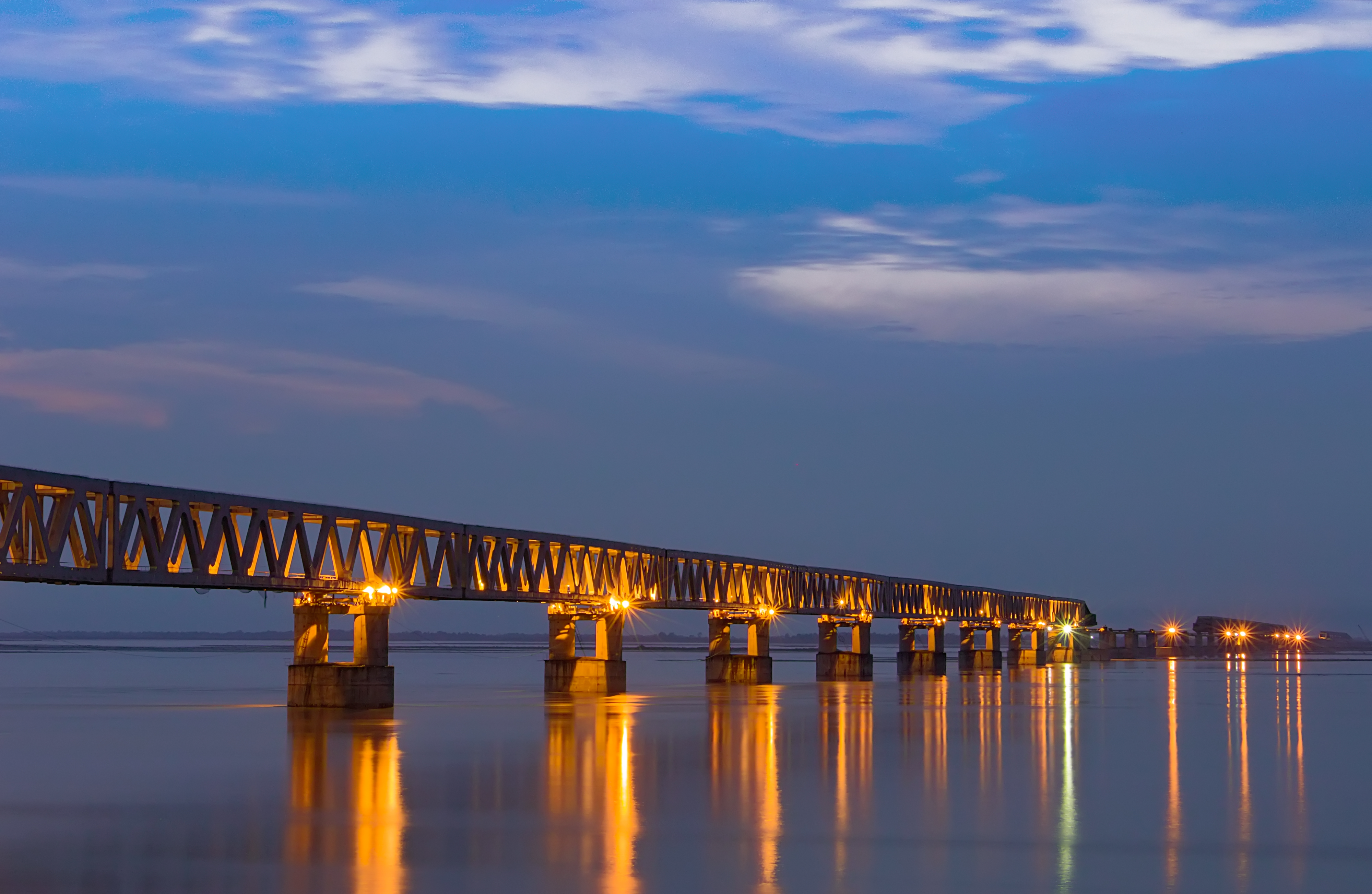
橫跨布拉馬普特拉河的博济比尔桥

迪布鲁格尔县（英語：Dibrugarh district）是印度東北部阿薩姆邦的一個縣，面積3,381平方公里，2011年人口1,327,748，九成人口信奉印度教，人口密度每平方公里393人。行政中心迪布鲁格尔。